# Meşelik, Milas
Meşelik là một xã thuộc huyện Milas, tỉnh Muğla, Thổ Nhĩ Kỳ. Dân số thời điểm năm 2011 là 1.501 người.